# Linia kolejowa Saint-Cyr – Surdon
Linia kolejowa Saint-Cyr – Surdon – linia kolejowa we Francji o długości 160 km. Linia łączy Paryż przez Dreux z Surdon i dalej biegnie do Granville. Jest obsługiwana przez pociągi Transilien linii N.
Według klasyfikacji Réseau ferré de France ma numer 395 000.